# Morfémaosztályok (nyelvészet)
A leíró nyelvtan egyik területe, az alaktan, azaz a morfológia foglalkozik a szavak, szóalakok felépítésével, szerkezetével. A szavakat felépítő szóelemeket, a szóelemek típusait, fajtáit, ezek rendszereit vizsgálja. A nyelvtudományban a szóelem fogalmát a morféma terminus jelöli.
A morféma a nyelv legkisebb olyan egysége, amely önálló jelentést vagy strukturális szerepet hordoz. A morfémák több szempont szerint osztályozhatóak.

## A morfémák típusai

### Tőmorféma és toldalékmorféma
- tőmorféma (szótő): a magyarban affixumok (toldalékok) járulhatnak hozzá.
- toldalékmorféma, azaz affixum (prefixum, szuffixum, infixum, circumfixum, transzfixum). A magyarban a legtöbb toldalék szuffixum (a tő mögött áll), ám a felsőfok jele (leg-) prefixum, hiszen a tő előtt foglal helyet.

### Szabad és kötött morfémák
- Szabad morfémának nevezzük azt a szóelemet, amely önmagában, más szóelemtől függetlenül is előfordulhat a mondatban, pl. térkép, szeret, harap. Toldalékmorféma nem lehet szabad, ám a tövek sem feltétlenül azok, pl. hav-. Azok a morfémák tartoznak ide, amelyek csak egy másik tőmorfémával vagy toldalékkal együtt fordulhatnak elő, pl. -t, -k, bokr-.
- A kötött morfémanak alakja és jelentése is járulékos. Kötött morfémáknak tekintjük azokat a szótöveket, amelyek nem önálló szavakban, hanem csak a toldalékos alakokban fordulnak elő.[1]

### Szabadmorfémáktípusai (mindigtőmorfémák)
- szükségszerűen szabad tő: ha nem toldalékolható, mindig ugyanabban az alakban áll. Pl. talán
- potenciálisan szabad tő: nem feltétlenül kell inflexiós morfémával (jellel vagy raggal) ellátnunk, de néha felvehet inflexiós toldalékokat. Pl. fent - fentebb
- relatíve szabad tő: ahhoz, hogy a mondatban megjelenjenek, el kell őket látnunk toldalékokkal. Ez lehet testes morféma, ám lehet zéró morféma is.

### Passzív tő (fiktív tő)
Származékszavakban élnek, önállóan nem, csupán toldalékosan fordulnak elő. Úgy ismerhető fel, hogy mi a szótő, ha a tövet és a toldalékot más szavakban is fel tudjuk ismerni. Például:
for-dul – mor-dul;
for-dít – boly–dít;
for-og – kavar-og;
for-gat – takar-gat

### Egyalakú és többalakúszótövek
- Egyalakú szótövek: a toldalék nélküli és a toldalékos alakjuk azonos, például a hang és a hall szótövek valamennyi toldalékos alakjukban változatlanok. Pl. hang-ot, hall-j, hall-ott stb.
- A többalakú szótövek: bizonyos toldalékok előtt más alakban fordulnak elő, mint önállóan: bokor – bokr-(o)t, zörög – zörg-(ö)tt, fa – fá-t, alszik – alud-j-on

### Relatívtőés abszolúttő
Az olyan szóalakok szerkezetében, amelyben a szótőhöz több toldalék (affixum) kapcsolódik, kétféle szótövet különböztethetünk meg: az abszolút tövet és a relatív tövet.
- abszolút szótő: a szó szerkezetének toldalék nélküli alakja, mely alaktanilag, azaz morfológiailag tovább nem tagolható.
- relatív szótő: az a toldalékkal ellátott alak, amelyhez a következő toldalék kapcsolódik.[3]

Például:
barátságosabban: barát + ság + (o)s + (a)bb + an
barát: abszolút szótő
barátság: relatív szótő
barátságos: relatív szótő
barátságosabb: relatív szótő
barátságosabban: barát + ság (képző) + os (képző) + (a)bb (jel) + an (rag)

### Mintaelemzés
eszik:
esz-: abszolút tő, lexikai tő, kötött tő, sz-t v-vel váltakoztató igető
-ik: egyes szám harmadik személyű, ikes ragozású igei személyrag
eszik: zárt szóalak
egyétek:
e-: abszolút tő, lexikai tő, kötött tő, sz-es v-s tőtípusú igető
gy-: felszólító mód jele
egy-: relatív, szintaktikai tő
-étek: többes szám második személyű határozott ragozású igei személyrag
egyétek: zárt szóalak

## Egyébszótövekkelkapcsolatos tudnivalók

### Magánhangzóa toldalék előtt
Megkülönböztetünk előhangzót és kötőhangzót.
- Előhangzó: A toldalék előtti magánhangzó hozzátartozik a toldalékhoz: a toldalék előhangzója. Általában akkor előzi meg az előhangzó a toldalékot, ha a szótő mássalhangzóra végződik: pl. négy-et, öt-öt, hat-ot, nyolc-at.
- Kötőhangzó: Egy másik értelmezés a toldalék előtti magánhangzót elválasztja a toldaléktól, azaz a szótő és a toldalék közötti kötőhangzónak tekinti. Álmorfémának is szokták nevezni, mivel az így értelmezett kötőhangzó nem önálló része a szó szerkezetének.[1]